# Rumburk
Rumburk település Csehországban, Děčíni járásban. Rumburk Seifhennersdorf, Krásná Lípa, Jiříkov, Varnsdorf, Šluknov, Staré Křečany és Ebersbach-Neugersdorf településekkel határos. Lakosainak száma 10 861 fő (2024. január 1.).

## Népesség
A település lakosságának változását az alábbi diagram mutatja:
| Lakosok száma | 9090 | 10 388 | 9093 | 9459 | 10 255 | 10 770 | 11 179 | 11 082 | 10 381 | 10 861 |
|               | 1869 | 1900   | 1921 | 1961 | 1980   | 2011   | 2016   | 2019   | 2021   | 2024   |